# Gulmasket turako
Gulmasket turako (latin: Musophaga rossae) er en turako.
Gulmasket turako lever i skovområder og vandløbsnære naturtyper i Angola, Botswana, Burundi, Cameroun, Den Centralafrikanske Republik, DR Congo, Gabon, Kenya, Rwanda, Sydsudan, Tanzania, Uganda, og Zambia. IUCN kategoriserer arten som ikke truet.